# 利原郡
利原郡（：／ Riwŏn gun */?）是朝鮮民主主義人民共和國咸鏡南道東部一個郡，東臨東朝鮮灣。面積407.8平方公里，2008年人口117,320人。下分1邑、3勞動者區、21里。
朝鮮世宗時稱利城，正祖時改稱利原。1895年設郡。